# Rosario iniciático

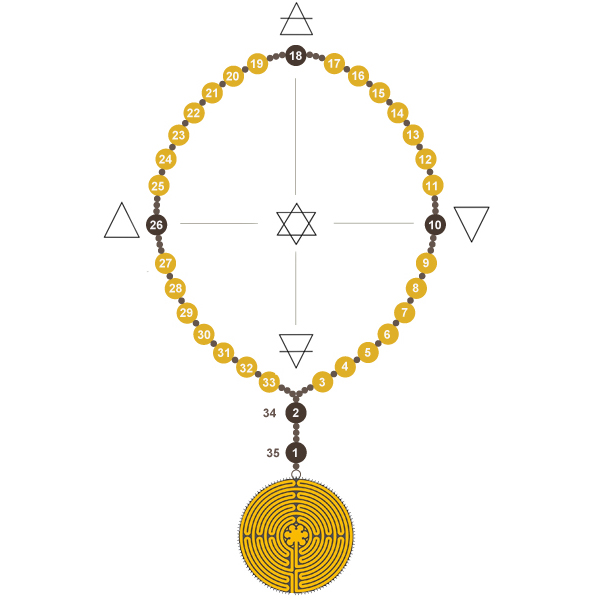
Rosario Iniciático

El rosario iniciático, también llamado rosario 33 de cuentas, es un instrumento de trabajo espiritual utilizado especialmente por rosacruces, masones y otras escuelas filosóficas de corte iniciático. El número de cuentas alude tanto a la edad de Cristo como a las 33 vértebras de la columna vertebral y a los 33 grados del Rito Escocés Antiguo y Aceptado.
Usualmente este tipo de rosarios no está rematado con una cruz sino con un laberinto cuya forma geométrica recuerda al de la Catedral de Chartres en Francia.  

## Cuentas y oraciones
El rosario iniciático contiene 33 cuentas divididas en cuatro secciones, cada una de ellas con siete cuentas que representan las pruebas iniciáticas de los elementos (tierra-agua-aire-fuego) y el trabajo personal en cuatro áreas de desarrollo (físico-vital-emocional-mental), mientras que el regreso al centro del laberinto simboliza el retorno a la unidad o la conformación del quinto elemento o quintaesencia, de naturaleza espiritual.
Existen, al menos, siete formas diferentes de utilizar el rosario iniciático, y la principal de ellas recuerda —a través de afirmaciones— el viaje del héroe (monomito) o la odisea de Adán (Hombre Viejo) hasta el Cristo (Hombre Nuevo) desde el Edén primordial hasta la Nueva Jerusalén.